# Gary Carr (homme politique)
Pour les articles homonymes, voir Gary Carr et Carr.
Gary Carr  (né le 14 août 1955 à Toronto, Ontario) est un joueur de hockey professionnel, ainsi qu'un homme politique provincial et fédéral canadien.

## Biographie
Diplômé en administration de l'Université Ryerson et en maîtrise en administration des affaires de l'Université Athabasca en Alberta, Carr fut aussi un gardien de but ayant évolué pour les clubs-écoles des Bruins de Boston et des Nordiques de Québec. En 1975, il gagne la coupe Memorial avec les Marlboros de Toronto.

## Politique provinciale
Élu député progressiste-conservateur dans Oakville-Sud en 1990, il sert comme leader parlementaire de son parti de 1993 à 1995. Réélu dans Oakville en 1995 et en 1999, il devient Président de l'Assemblée législative de 1999 à 2003. Considéré comme impartial durant son mandat de président, il s'aliène certains collègues progressistes-conservateurs en critiquant la décision du gouvernement de Ernie Eves de présenter l'annonce de son budget dans les bureaux de l'entreprise Magna International. Il ne se représente pas en 2003.
Après avoir quitté la politique provinciale, il sert brièvement comme entraîneur du club de hockey Racers de Londres.

## Politique fédérale
Élu député libéral dans Halton en 2004, il sera défait en 2006.
Carr prend ensuite le contrôle du conseil de la municipalité régionale de Halton en 2006.